# Adventures In Lalaloopsy Land: The Search For Pillow
Aventuras en Lalaloopsylandia (Adventures In Lalaloopsy Land: The Search For Pillow originalmente) es la primera película estadounidense infantil que es parte de la serie de televisión Lalaloopsy estrenada en 2012 por la compañía de juguetes MGA Entertaimmnet en el canal Nick Jr..